# Первинна долька

Дихальна система людини

Перви́нна до́лька (ло́була) — анатомічна одиниця легень, вся сукупність елементів, починаючи з альвеолярних ходів, які утворені бронхіолами шляхом подальшого поділу, і закінчуючи альвеолами, разом, з кровоносними і лімфатичними судинами й нервами.